# Günther Knecht
Günther Knecht (* 22. Januar 1909 in Rotenburg an der Fulda; † 19. Januar 1995 in Münster) war ein deutscher Verwaltungsjurist. Von 1964 bis 1974 war er Polizeidirektor in Neuss.

## Leben
Günther Knecht wuchs im hessischen Dillenburg auf. Nachdem er als Externer das Abitur an der Wilhelm-von-Oranien-Schule gemacht hatte, begann er 1930 an der Hessischen Ludwigs-Universität Rechtswissenschaft zu studieren. Als Mitglied des Corps Starkenburgia war er 1931 für den Gießener Senioren-Convent stellvertretender Vorsitzender des Vororts Gießen.  Als Inaktiver wechselte er an die Philipps-Universität Marburg. Er bestand 1934 das Referendarexamen und wurde in Gießen zum Dr. iur. promoviert. Als Referendar in Kassel absolvierte er 1939 am Kammergericht die Assessorprüfung. Als Regierungsassessor kam er in die Provinz Schlesien und nach Erfurt. Der Berufswunsch Landrat blieb unerfüllt.
Ab 1941 war er Regierungsrat in Bromberg, das nach der Besetzung Polens dem Deutschen Reich eingegliedert worden war. In Bromberg uk gestellt und deshalb spät (auf eigenes Betreiben) zum Heer (Wehrmacht) eingezogen, diente er im Westfeldzug bei einer Flak-Einheit. Als Gefreiter geriet er in britische und amerikanische Kriegsgefangenschaft. Nach seiner Entlassung kehrte er nach Kassel und Dillenburg zurück. In der Nachkriegszeit half er bei der Rekonstitution von Starkenburgia (1947) und Borussia Bonn (1949), deren Corpsschleifenträger er 1953 wurde (Bandverleihung 1963). 1950 trat er in Euskirchen als außertariflicher Angestellter in den Dienst des Landes Nordrhein-Westfalen. 1950 gehörte er zu den Gründern der Interessengemeinschaft, die die Rekonstitution des Kösener Senioren-Convents-Verbands vorbereitete. Von 1951 bis 1986 saß er in der Statutenkommission des KSCV.
1951 erfolgte die Wiederernennung zum Regierungsrat in Köln. 1955 kam er als Oberregierungsrat nach Münster. Dort zum Vorsitzenden des Alte-Herren-Senioren-Convents gewählt, beteiligte er sich auch an der Rekonstitution des Corps Guestphalia Halle, das ihm 1964 das Band verlieh. Ab 1961 war er Regierungsdirektor und Polizeivizepräsident in Bonn. 1964 wurde er Polizeidirektor in Neuss, wo er in den folgenden Jahren durch seine ausgesprochen konservative Amtsführung auffiel. Erhebliches öffentliches Aufsehen erregte 1968 Knecht im Zusammenhang mit dem NS-Prozess gegen eine Gruppe von ehemaligen Polizeibeamten des Polizei-Bataillons 309. Die Staatsanwaltschaft warf ihnen die Ermordung von russischen Kriegsgefangenen und 2.000 Juden vor. Hunderte von ihnen waren 1941 in der Großen Synagoge von Bialystok lebendig verbrannt worden. Beim Prozess traten auch mehrere noch im Dienst befindliche Polizeibeamte aus Neuss als Zeugen auf. Einige von ihnen hatten sich selbst durch ihre Aussagen so schwer belastet, dass der Vorsitzende Richter Haftbefehle erließ; sie wurden aber nicht vollstreckt. Knecht als Dienstherr der beschuldigten Polizisten begründete das damit, dass seine wenigen Zellen durch Fahrraddiebe und Automatenknacker belegt seien. Einem der Beschuldigten soll es so gelungen sein, sich der Verhaftung durch Flucht zu entziehen. Nach der öffentlichen Berichterstattung über Knechts Verhalten wurde der Regierungspräsident im Regierungsbezirk Düsseldorf, das Landeskriminalamt Nordrhein-Westfalen und das NRW-Innenministerium eingeschaltet. Gegen Knecht wurde ein Ermittlungsverfahren eingeleitet. Da ihm die Fürsorgepflicht für seine Untergebenen zugutegehalten werden konnte, wurde es eingestellt. Mit Erreichen der Altersgrenze trat Knecht 1974 in den Ruhestand. Die Polizeidirektion Neuss wurde aufgelöst und dem Oberkreisdirektor im Kreis Grevenbroich zugeteilt.

## Veröffentlichungen
- Wilhelm Fabricius Starkenburgiae EM, Guestphaliae-Jena (xxx), Teutoniae- und Guestphaliae-Marburg. Einst und Jetzt, Bd. 1 (1956), S. 105–107. ISSN 0420-8870

## Ehrungen
- Ehrenmitglied des Corps Starkenburgia (1990)
- Silberschale des Verbandes Alter Corpsstudenten